# 維西格施托克山
46°50′44″N 8°30′23.4″E / 46.84556°N 8.506500°E

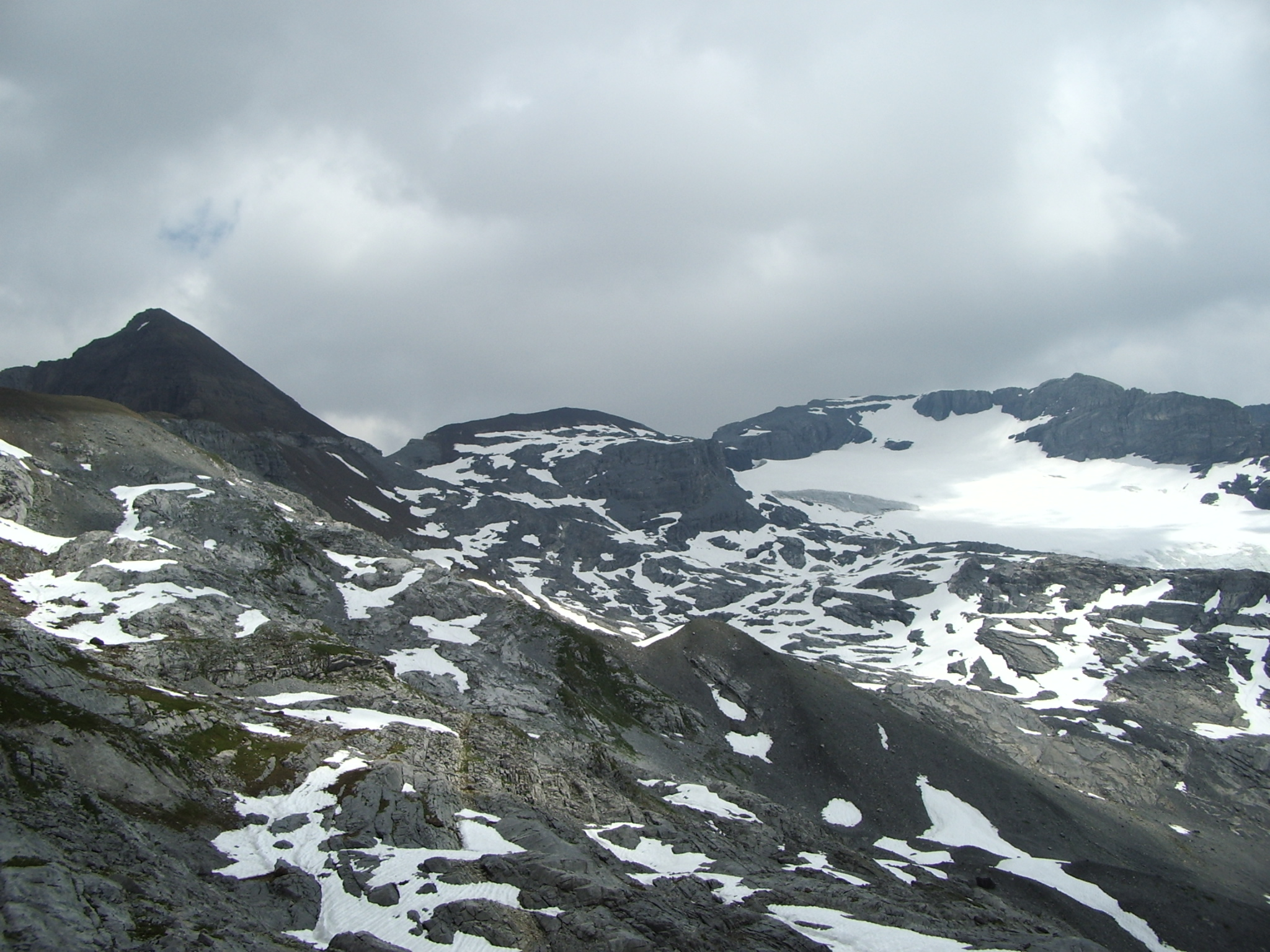

維西格施托克山（Wissigstock），是瑞士的山峰，位於該國中部，處於上瓦爾登州和烏里州接壤的邊界，屬於烏里山的一部分，海拔高度2,887米，每年平均降雨量2,385毫米。